# Иосафат (Кунцевич)
Архиепи́скоп Иосафа́т (при рождении Ива́н (Ян) Гаври́лович Ку́нчиц, пол. Jan Kunczyc ; укр. Іва́н Гаврилович Кунцевич, позднее фамилия изменена на Кунцевич, пол. Kuncewicz; 1580 — 12 ноября 1623) — епископ Русской униатской церкви; архиепископ Полоцкий (с 1618 до своей смерти), основатель монашеского ордена Василиан.
В католической церкви прославлен как мученик и святой.

## Виленский период
Родился в 1580 году во Владимире в семье православных, в крещении был назван Иоанном. Его отец был, по одним сведениям, небогатым купцом; по другим сведениям, он был простым сапожником. Ещё подростком вскоре после Брестской унии 1596 года Кунцевич переехал вместе с родителями в Вильно.
Около 1604 года он был пострижен в монашество (Братство святого Василия Великого) с именем Иосафат. Уже тогда он пишет сочинения о необходимости восстановления единства Западной и Восточной Церкви под началом папы римского, постоянно проповедует и обращает в унию значительное количество людей, за что был прозван православными «душехватом».
В 1609 году был посвящён в священники католическим епископом.
В 1613 году берестейский каштелян Иван Мелешко инициировал открытие униатского Жировичского Успенского монастыря, игуменом которого стал Иосафат Кунцевич. 
В 1614 году Иосафат стал архимандритом виленского монастыря Святой Троицы. В том же году митрополит Иосиф Руцкий взял Кунцевича с собой в Киев для помощи в обращении православных киевлян в унию. В Печерском монастыре, видя отказ монахов переходить в униатство, стал настаивать на преимуществах унии и произносил речи, возмутившие иноков, которые стащили его с амвона и сильно избили, однако после богословского диспута враждебность улеглась.

## Полоцкий период
В 1617 году назначен коадъютором Полоцкого архиепископа (в Витебске), а с конца 1618 года — самостоятельным Полоцким архиепископом.
Первыми шагами Кунцевича в новой должности стало восстановление храмов (в том числе Полоцкого Софийского собора), учреждение церковно-приходских школ, «чистка» клира. Одновременно он выступал как решительный сторонник единства Западной и Восточной церквей. Вместе с тем активность Кунцевича вызвала неоднозначную реакцию. В октябре 1618 года при попытке посещения Могилёва власти города закрыли перед ним ворота и начали палить по крестному ходу, сопровождавшему Иосафата, из пушек, на что Кунцевич пожаловался польскому королю Сигизмунду III, который жестоко расправился с непокорным городом: руководителей восстания казнили, на жителей наложили большой штраф и отобрали все православные церкви. Данное событие вошло в историю как Могилёвское восстание.
Кунцевич выхлопотал у короля грамоту на подчинение всех православных монастырей и церквей, находившихся в пределах полоцкой епархии, после чего разослал по епархии грамоты, возвещавшие о «соединении церквей», и требовал от священников, чтобы они со своими прихожанами присоединились к унии, угрожая в противном случае лишить священников приходов и передать их, вместе с церквами, униатам.
В июне 1618 года пребывал в местечке Городец, где был спасён от бунта крестьян, не желавших переходить в унию.
В марте 1620 года на обратном пути из Москвы в Киев прибыл Иерусалимский патриарх Феофан III, который восстанавливал вдовствовавшие после Брестской унии 1596 года православные кафедры. Во время пребывания в Киеве он рукоположил игумена Михайловского монастыря Иова (Борецкого) в митрополита Киевского, Мелетия Смотрицкого в архиепископа Полоцкого, Исаию Копинского во епископа Перемышля. Он посвятил новых епископов взамен существовавших, чем вызвал крайнее неодобрение польских католиков. В частности, в обход Кунцевича епископом Полоцка был поставлен Мелетий Смотрицкий, действия которого были расценены в Польше как подстрекательство к мятежу и покушение на интересы римско-католических иерархов. В частности, король Сигизмунд писал: 
некто Смотрицкий и Борецкий сговорились с подданными цесаря турецкого, неприятеля веры христианской и нашего, который на панства наши войной наступает. С каким-то пастырем, якобы патриархом иерусалимским, на шпеги до панств наших от цесаря турецкого присланным, важились без дозволения и ведома нашего посвящения брать – один на митрополию Киевскую, а другой – на архиепископство Полоцкое, игнорируя тех, кто преложенства эти духовные издавна с подання нашего спорадного на себе носят и доброе здоровье мают.
На Кунцевича поступали многочисленные жалобы со стороны православных, в которых он обвинялся в различного рода зверствах. Так, в 1623 году в Варшаве состоялся сейм, на котором выступил Лаврентий Древинский. Потребовав прекратить преследования православных, он сказал:
Мы ничего не просим, кроме того, что уже более 600 лет нам принадлежит, что, как святыню, всегда сохраняли нам польские короли, что утвердил за нами и сам нынешний король своею присягою при своём восшествии на престол и самим делом, предоставив нашему патриарху посвятить нам митрополита… В Литве Полоцкий архиепископ 5 лет уже держит запечатанными православные церкви Орши и Могилёва.

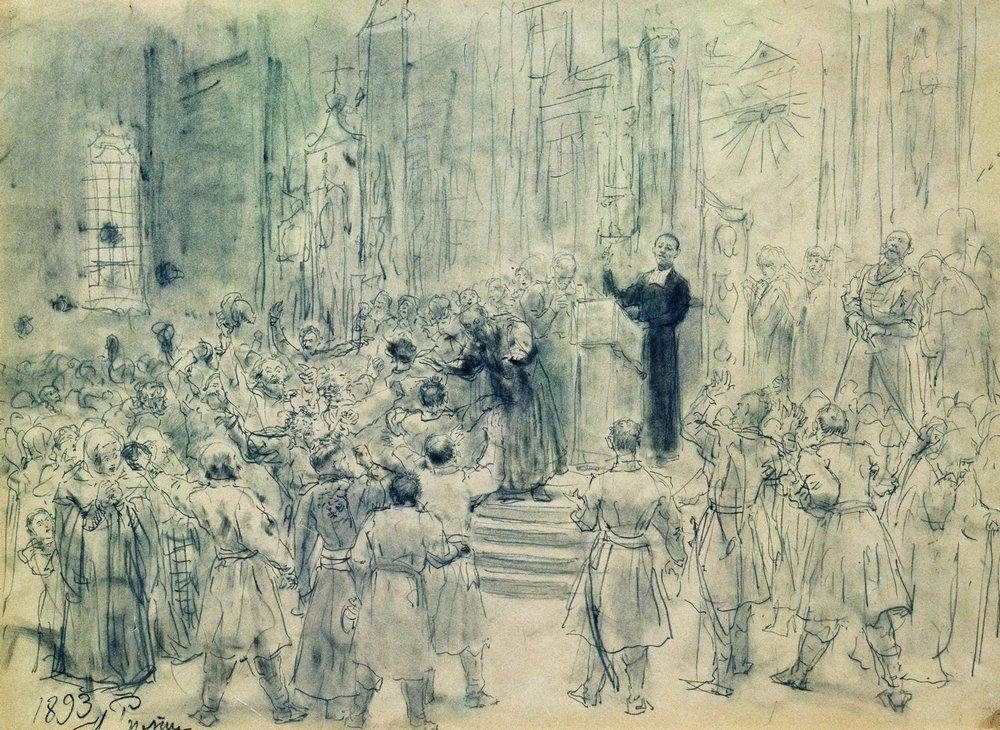
Проповедь Иосафата Кунцевича в Белоруссии. Рисунок: И. Е. Репина (1893)

Граждане полоцкие и витебские, которые не могут иметь в городе, по запрещению того же архиепископа, ни церкви, ни даже дома для отправления своего богослужения, принуждённые по воскресным и праздничным дням выходить для того за заставы в поле, да и то без священника, так как ни в городе, ни близ города им не позволено иметь своего священнослужителя... Наконец, вот дело ужасное, невероятное, варварское и свирепое: в прошлом году, в том же литовском городе Полоцке, тот же апостат-епископ, чтобы ещё более досадить горожанам, намеренно приказал выкопать из земли христианские тела, недавно погребённые в церковной ограде, и выбросить из могил на съедение псам, как какую-нибудь падаль...
Под влиянием многочисленных жалоб канцлер Лев Сапега, сам сторонник унии, находившийся в переписке с Кунцевичем, обратился к нему с обличением. В одном из писем, в котором писал Кунцевичу о том, что его насильственная деятельность по закрытию православных храмов ведет к погибели человеческих душ, поскольку Кунцевич оставляет христиан без обрядов и таинств, кроме того, Сапега писал Иосафату о том, что его деятельность угрожает государственной безопасности Польского государства. Сапега, обращаясь к Кунцевичу, писал:
Вы пишете: «Значит им можно униатов топить и сечь...» Конечно им нельзя этого делать, ибо Господь это сурово осуждает, но и Вам же сказано «у вас да не так, Мне отмщение-аз воздам»... Когда насилуете совести людские, когда запираете церкви, чтобы люди без благочестия, без христианских обрядов, без священных треб пропадали, как неверные, когда своевольно злоупотребляете милостями и преимуществами, от короля полученными, то дело обходится и без нас; когда же по поводу этих беспутств в народе волнение, которое надобно усмирять, тогда нами дыры затыкать хотите!... Печатать и запирать церкви и ругаться над кем-либо ведет только к пагубному разрушению братского единомыслия и взаимного согласия.
В ответном письме Кунцевич отвечал:
Я же никогда никого к унии насилием не принуждал, такого никогда не было. Защищать же мне мои церковные права (если на меня наступают насилием) меня принуждает обычная епископская присяга.
В этом же ответном письме Кунцевич описывает методы, с помощью которых он действовал. В течение полугода в храмах Могилёва он разрешил совершать православные богослужения, пытаясь уговорить людей принять унию. Но в течение этого времени к унии никто не присоединился. После этого Кунцевич выгоняет всех православных священников из храмов, считая, что раскольники или схизматики (как он их сам постоянно называет) оскорбляют Бога на своих молитвенных собраниях, а взамен православного духовенства ставит священников-католиков, и храмы открываются только во время католического богослужения, во всё остальное время храмы закрыты. Таким образом Кунцевич считает, что он защищает свои церковные права. Греческих иерархов, священников и монахов, приезжавших в Польшу для духовного окормления православных, Кунцевич называет самозванцами, раскольниками и турецкими шпионами в этом же письме.

## Гибель

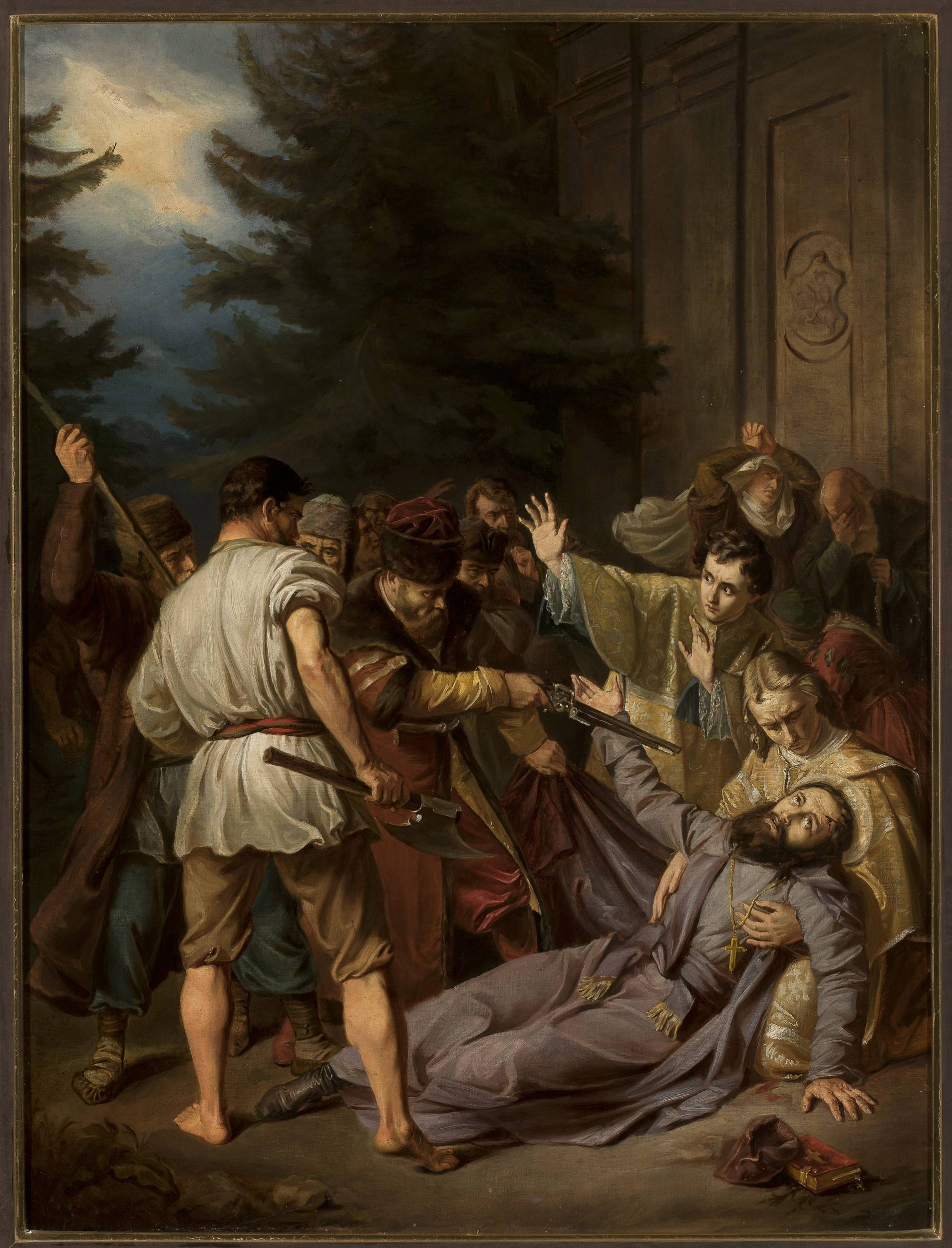
Йозеф Зимлер. «Мученическая смерть Иосафата Кунцевича». 1861 г.

Осенью 1623 года Кунцевич отправился в Витебск с пастырским визитом. Православные жители Витебска, поддержанные жителями других белорусских городов и некоторых сёл, а также казаками и Виленским братством, напали 12 ноября 1623 года на архиерейский дом и убили Кунцевича. Предлогом для убийства 12 ноября 1623 года стало то, что православный священник Илья Давыдович был заперт слугами Кунцевича на кухне. Сам Кунцевич об этом узнал, лишь вернувшись домой с богослужения. Несмотря на то, что Кунцевич приказал освободить Илью, горожане ударили в набат, толпа ворвалась в покои Кунцевича, растерзала его и избила слугу епископа. Окровавленное тело Кунцевича поволокли через весь город и сбросили в Двину.
Правительство ответило на убийство Кунцевича репрессиями: около 100 человек было приговорено к смертной казни, город был лишён магдебургского права, с ратуши и церквей сняты были колокола; жители Витебска обязаны были на свой счёт отстроить соборную церковь, при которой убит был Кунцевич. Тело его было погребено в Полоцке.
После гибели Кунцевича власти обвинили Мелетия Смотрицкого в подстрекательстве к убийству. Из-за этого он решил поехать за границы Речи Посполитой и в начале 1624 года отправился на Ближний Восток; через Константинополь в 1626 году вернулся в Киев. В июне 1627 года, после некоторых колебаний, Смотрицкий стал униатом. Причины этого перехода толкуются по-разному.

## Мощи и канонизация

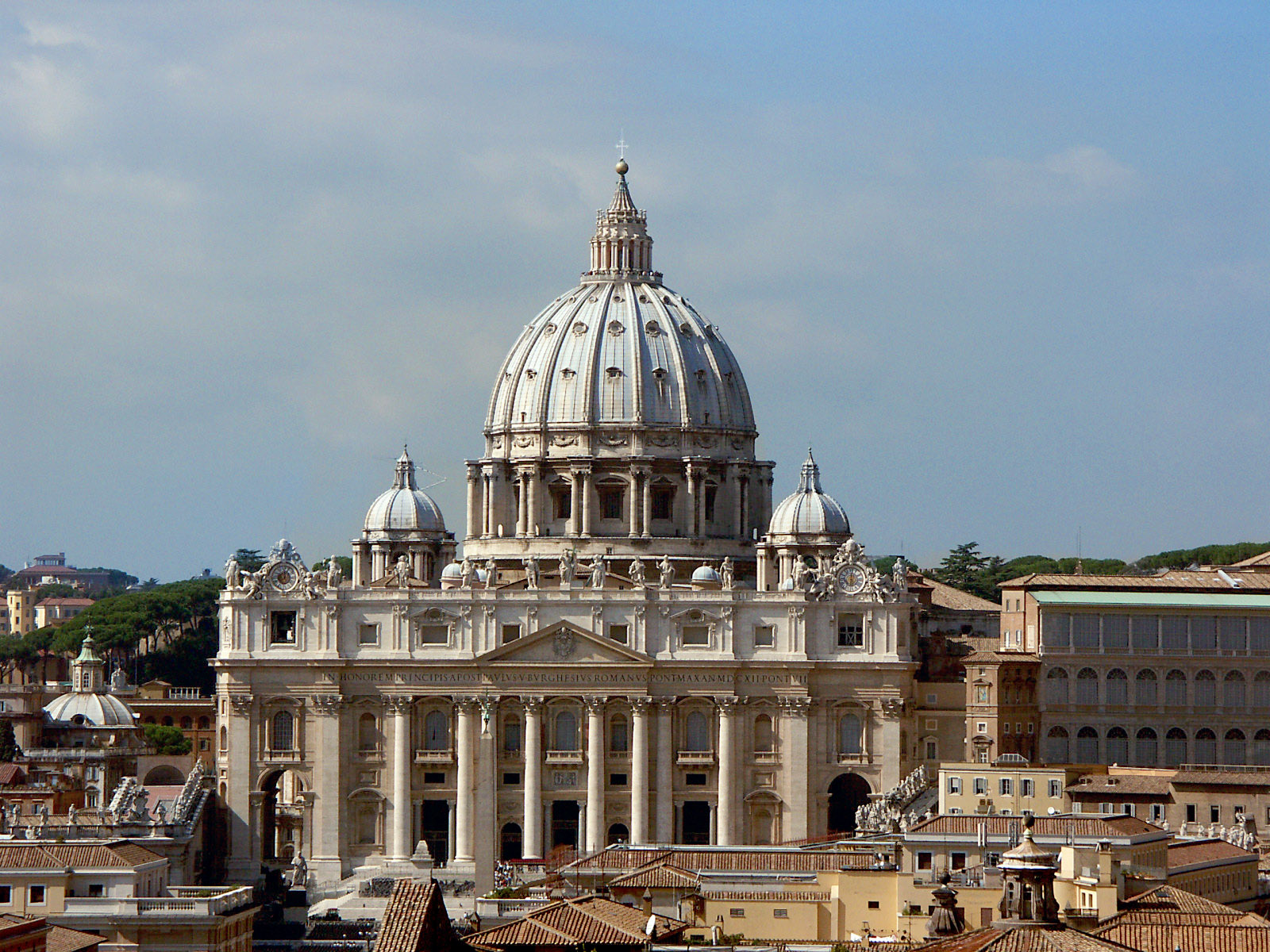
Собор св. Петра в Риме — место захоронения мощей св. И. Кунцевича

В 1643 году папа Урбан VIII признал Кунцевича блаженным. Пий IX в 1867 г. причислил его к святым, провозгласив его патроном для Руси и Польши. В энциклике Ecclesiam Dei Папа римский Пий XI назвал Кунцевича «апостолом единения».
В 1655 году, когда русские войска заняли Полоцк, униатский архиепископ Антоний Селява бежал с телом Кунцевича в Жировицы, откуда оно было перевезено в Замосце. После возврата Полоцка вновь к Речи Посполитой, останки привезли туда обратно. В начале XVIII века, когда Полоцк занял Пётр I, отвезли в город Белу, где в 1769 году поставили открыто в униатской церкви святой Варвары для общего поклонения. Реликвии привлекали массы богомольцев и служили сильным оплотом унии. В 1874 году оставшиеся части тела замуровали в церковном склепе.
В 1917 году мощи Иосафата Кунцевича перевезли в Вену, а с 1946 года они находятся в базилике св. Петра в Риме.

## Отношение историков к деятельности Кунцевича
Сергей Соловьёв, создатель капитального труда «История России с древнейших времён», считал, что Кунцевич — это человек страстный, фанатик, который поддерживал себя и унию средствами отчаянными.
Историк Михаил Толстой писал, что Иосафат среди всех униатов отличался бесчеловечною жестокостью.
Антон Карташёв писал, что Кунцевич была натура фанатическая, который занимался насилием и погромами.
Митрополит Евлогий (Георгиевский) считал, что Кунцевич — человек страстный, фанатик — вёл ярую и насильственную, фанатическую пропаганду унии.
Павел Парфентьев и Станислав Козлов-Струтинский в труде «История Католической церкви в России» считают многие обвинения наветами, сформированными на основе письма Льва Сапеги, пересказанного в антиуниатском памфлете Бантыш-Каменского.